# Qasem Soleimani
Qasem Soleimani (in persiano  قاسم سلیمانی ‎; Qanat-e Malek, 11 marzo 1957 – Baghdad, 3 gennaio 2020) è stato un generale e agente segreto iraniano.
Dal 1998 alla morte è stato il capo della Niru-ye Qods (in lingua persiana "Brigata Santa", a volte chiamata anche Forza Quds dalla stampa occidentale, che riprende la traduzione inglese del termine), l'unità delle Guardie della Rivoluzione responsabile per la diffusione dell'ideologia khomeinista fuori dalla Repubblica Islamica.
Il suo nominativo fu inserito nella risoluzione n. 1747 del marzo 2007 dal Consiglio di sicurezza dell'ONU tra la lista dei personaggi chiave per il suo ruolo nel programma nucleare iraniano per il mancato rispetto della precedente risoluzione 1737 del 2006, nonché inserito dal Consiglio dell'Unione europea nella lista del Regolamento (UE) n. 267/2012 concernente misure restrittive nei confronti dell’Iran per il suo ruolo in attività relative a missili nucleari o balistici avendo facilitato la violazione del punto 5 della risoluzione 1747 (2007) che proibisce l'esportazione dall'Iran di armi e materiale connesso.
Il 3 gennaio 2020 è stato ucciso da un attacco mirato sull'aeroporto internazionale di Baghdad, in Iraq, per ordine del presidente degli Stati Uniti Donald Trump. La guida suprema, l’ayatollah Ali Khamenei, nel proclamare tre giorni di lutto nazionale, gli ha conferito la promozione postuma al grado di tenente generale, definendolo Shahīd (martire) e nominando suo successore il brigadier generale Esmail Qaani.

## Biografia
Qasem Soleimani nacque da una famiglia contadina nel piccolo villaggio montuoso di Qanat-e Malek, non lontano da Rabor, capoluogo della contea omonima nella provincia di Kerman, fattore che sarà estremamente importante nella scelta come capo della Brigata Santa. Nel 1970, per ripagare i debiti del padre contadino verso il Governo iraniano, Qasem, insieme a suo fratello Ahmad Soleimani, poi ucciso nella guerra con l'Iraq nel 1984, lascia il suo villaggio per lavorare nella città di Kerman ottenendo un lavoro presso la locale società idrica.

### La scelta rivoluzionaria
Qasem Soleimani sostenne di aver iniziato la sua attività rivoluzionaria nel 1976 grazie agli infiammanti sermoni del Hojjatoleslam Rezal Kamyab, ucciso nel 1981 dai Mojahedin-e Khalq, pur continuando a lavorare per la Kerman Water Organization. Questa ricostruzione si scontra con il fatto che Kamyab è arrivato a Kerman solo nel 1977. Nella stessa provincia erano attivi personaggi come Ali Akbar Hashemi Rafsanjani, Mohammad-Ali Movahedi e Yahya Jaʿfari. Questa discrepanza fa pensare a una limitata partecipazione alla rivoluzione khomeinista di Qasem.

### L'ingresso nei Pasdaran
Si ritiene che Qasem Soleimani sia entrato nelle Guardie Rivoluzionarie (IRGC) immediatamente dopo la rivoluzione del 1979. Privo di una esperienza militare, secondo quanto dichiarato dal veterano dei Pasdaran nella Provincia di Kerman Asghar Mohammad Hosseini, Soleimani venne addestrato per 45 giorni. Immediatamente dopo l'addestramento, Qassem Soleimani prese servizio presso Mahabad, nella provincia denominata "Azerbaigian Occidentale", contribuendo attivamente alla repressione dell'insurrezione curda tra il 1979 e il 1980. Nella repressione curda, Qasem Soleimani ha collaborato a stretto contatto con Ahmad Motevasselian, nominato successivamente responsabile dei Pasdaran in Libano e poi lì rapito il 5 luglio del 1982.

### La guerra contro l'Iraq
Prese parte alla guerra Iran-Iraq (1980-1988) durante la quale scalò rapidamente i ranghi dell'esercito iraniano e si guadagnò una reputazione di abile comandante militare grazie al successo di numerose sue operazioni.
Soleimani avrebbe svolto inizialmente missioni sporadiche come quelle di rifornimento di acqua per le truppe. Nel 1981, inviato per una missione di breve durata, fu gravemente ferito nei combattimenti avvenuti durante la liberazione iraniana della città di Bostan e in seguito a ciò rimase sul fronte per l'intera durata del conflitto. La lista delle missioni a cui avrebbe partecipato è lunga e includerebbe la liberazione di Dezfoul e Dehloran (marzo 1982), le operazioni Karbala (1986) e l'operazione nella penisola di al-Faw (aprile 1988).
Nel 1988 divenne comandante della XIV Divisione Thār Allāh (in persiano ثارالله‎) dei Pasdaran.
Dopo la fine della guerra contro l'Iraq (la "guerra imposta" secondo gli iraniani), negli anni '90 Qasem Soleimani e la sua divisione vennero riassegnati alla provincia di Kerman per agire da lì contro i villaggi della regione del Sistan e Baluchistan, a maggioranza sunnita, considerati dal potere centrale sciita come potenziali minacce. In quel periodo Soleimani ricoprì anche un ruolo centrale nella lotta al narcotraffico.

### La nomina a comandante della Forza Quds
La scelta di Qasem Soleimani come comandante della Forza Quds avviene tra il 1997 e il 1998. Una delle motivazioni che fa pendere su di lui la scelta dell'allora capo dei Pasdaran Safavi e della Guida Suprema Khamenei è la sua conoscenza delle aree tribali al confine con l'Afghanistan. In quel periodo il ruolo dell'Iran in Afghanistan era molto ridimensionato, in favore di gruppi jihadisti sunniti come i Talebani. L'8 agosto del 1998 nove diplomatici iraniani vennero catturati e uccisi dai Talebani.
Nel 1999 Qasem Soleimani fu uno dei 24 ufficiali dei Pasdaran che, durante le proteste studentesche iniziate il 9 luglio, inviarono una lettera all'allora presidente riformista Khatami, esprimendo la forte preoccupazione delle Guardie Rivoluzionarie dopo le rivolte democratiche degli studenti iraniani. Nella lettera i Pasdaran invitavano Khatami ad agire prima che loro stessi prendessero in mano le redini della situazione.
Soleimani riprese la penetrazione iraniana in Afghanistan attraverso il finanziamento dell'Alleanza del Nord attraverso il Tagikistan.
Nel 2006 fu in Libano, durante il conflitto libanese tra Israele e Hezbollah, a sostegno di quest'ultimi.
Nel 2007 Qassem Soleimani è stato inserito nella lista delle persone colpite dalla Risoluzione del Consiglio delle Nazioni Unite 1747, per il suo coinvolgimento nel programma nucleare iraniano. Nel 2008 Soleimani mandò un messaggio al Generale Petraeus dichiarando di avere in mano la politica dell'Iran in Afghanistan, Iraq, Libano e Gaza e che lo stesso ambasciatore iraniano in Iraq era un membro dei Pasdaran.
Nel 2011 fu promosso maggior generale.

### Guerre civili in Siria ed Iraq
Nel corso dell'intervento iraniano a sostegno di Bashar al-Assad nella guerra civile siriana iniziata nel 2011 e nel contrasto all'avanzata dell'ISIS in Iraq a partire dal 2014, Soleimani ha guidato le forze di Teheran imperniate proprio attorno all'unità da lui guidata.
Parallelamente al lavoro per garantire che il vicino Iraq rimanga all’interno dell’orbita geopolitica di Teheran e al sostegno ad Hezbollah in Libano, Soleimani ha anche svolto un ruolo importante nel sostenere il governo del leader siriano Bashar al-Assad. Nonostante le notizie diffuse di violazioni dei diritti umani e crimini di guerra da parte del governo siriano, dal punto di vista di Teheran, l’intervento guidato di Soleimani in Siria mirava ad affrontare la minaccia di gruppi militanti tra cui il gruppo dello Stato islamico e al-Qaeda. La svolta della sua popolarità avvenne nel 2014, parallelamente alla nascita dello Stato Islamico. Nel corso di una diretta televisiva promise al popolo iraniano di sconfiggere il Califfato in soli tre anni. Quelle immagini diventarono virali sul web al punto che, prima ancora di partire in missione, le botteghe già lo raffiguravano ovunque con la sua solita espressione sobria, incorniciato dalla divisa militare verde e la barba grigia.
Il 24 luglio del 2011 l'Unione europea ha inserito Qassem Soleimani nella lista delle persone soggette a sanzioni per il loro coinvolgimento nel "fornire equipaggiamento e supporto al regime siriano nella repressione delle proteste".
Con il comando di Soleimani, le truppe iraniane, insieme a gruppi alleati siriani e iracheni, contribuirono a fermare l’avanzata dell’ISIS e a numerosi successi militari del governo siriano contro le forze ribelli.

### Morte
In seguito all’attacco di milizie sciite alla base aerea K-1 di Kirkuk il 27 dicembre 2019 e all’attacco all'ambasciata statunitense a Baghdad del 31 dicembre dello stesso anno, alle prime luci dell’alba del 3 gennaio 2020 il generale è rimasto ucciso per rappresaglia in un attacco con drone statunitense sull'aeroporto internazionale di Baghdad, in Iraq, assieme al capo delle Forze di Mobilitazione Popolare sciite irachene Abu Mahdi al-Muhandis, il quale si trovava su di un’altra automobile. L'operazione era stata ordinata dal presidente statunitense Donald Trump.
L’indomani, il 4 gennaio 2020, in un ulteriore attacco mirato compiuto nella zona di Taji, a nord di Baghdad, è stato ucciso il capo delle brigate Katai'b Hezbollah (un gruppo paramilitare sciita iracheno filo-iraniano), il segretario generale Shibl al-Zaydi. Con al-Zaydi sono rimasti uccisi il fratello e altre quattro persone.

## Funerali

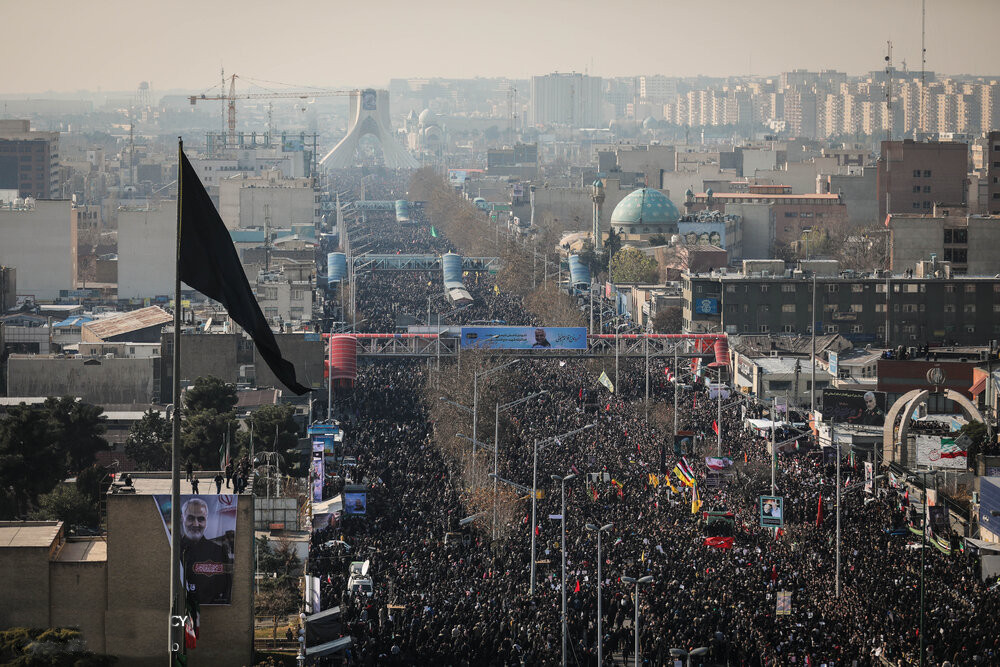
Folla al funerale di Soleimani a Teheran

La guida suprema, l’ayatollah Ali Khamenei ha proclamato tre giorni di lutto nazionale. Già l'indomani della morte, il 4 gennaio, una processione funebre si è tenuta a Baghdad con migliaia di presenze sventolanti le bandiere delle milizie sciite irachene al grido «morte all'America, morte a Israele!».
Il 5 gennaio i resti sono giunti ad Ahvaz, proseguendo poi per Mashhad ed arrivando a Teheran il 6 gennaio assieme ai corpi degli altri deceduti. Una folla oceanica di milioni di persone è scesa nelle varie piazze iraniane per i funerali (anche solo simbolici) del generale iraniano.
Il 7 gennaio la salma è quindi giunta a Kerman per la sepoltura, dove si è stimato che a causa della ressa siano morte almeno 56 persone e 212 siano rimaste ferite. Per questo motivo le autorità hanno deciso di posticipare la sepoltura.

## Contrattacco
L'8 gennaio 2020, le forze armate iraniane hanno lanciato l'operazione comandante martire Soleimani che è consistita in un attacco missilistico contro due basi USA situate in Iraq con lo scopo di vendicarne la morte (come espressamente richiesto dall'Ayatollah Khamenei), ferendo 109 militari statunitensi.